# もしもボックス

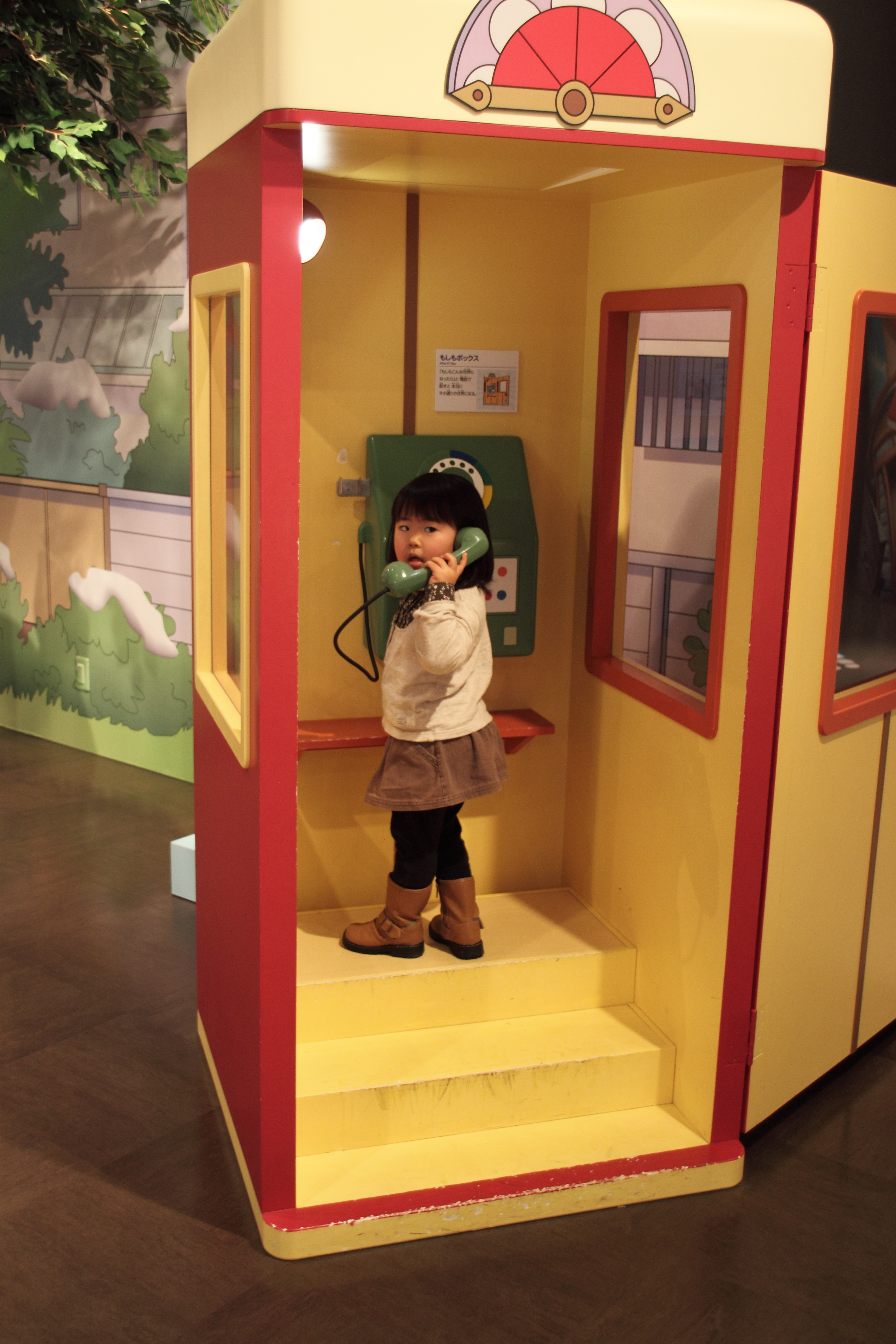
『ドラえもん わくわくスカイパーク』(新千歳空港内) にある「もしもボックス」のアトラクション

もしもボックスは、藤子・F・不二雄のSF漫画『ドラえもん』に登場するひみつ道具。
ドラえもんの説明によれば「一種の実験装置」とのことで、「もしもこんなことがあったら、どんな世界になるか」を体験するためのものである。
どこでもドア、タケコプター、タイムマシンほどではないが短編作品の中では比較的登場頻度は高い。

## 概要
外観は一昔前の公衆電話ボックス（1954年から1969年まで使用されていた通称「丹頂形」）に酷似。中に入って電話（設置されている電話機も当時の青電話そのもの）をかけ、「もしも○○○だったら」「＊＊な世界を」と申し出て受話器を戻し待つ。設定が完了すると電話機のベルが鳴るので、それを確かめてからボックスを出ると、外の世界は実際にその通りの世界に変化している。ただし、使用者の言外の意図を読み取る機能はないようで、後述の「お金のいらない世界」のように、使用者が思い描いた世界とは差異が生じることがある。もう一度もしもボックスに入って「元の世界に戻して」と言えば、元に戻る。基本的に元の世界とIF世界では、良い出来事と悪い出来事の比率は等しい。
ドラえもんだけではなく妹のドラミも持っている。彼女のもしもボックスは大長編ではドラえもんと同じ外観だが、映画では花柄になっている。『のび太の魔界大冒険』でのドラミの説明によれば、この道具で実現される架空世界は、一種のパラレルワールドであるとされている。また、『のび太の新魔界大冒険』のように、この道具自体が「条件に合ったパラレルワールドを見つけ出して、そこへ連れて行く」ものであると説明されることもある。しかし、登場話によっては「今いる世界を作り変える道具」のように描写されることもある。なお、劇場版に登場するのは現在まで上記の魔界大冒険とそのリメイク版のみ。
中央公論社刊による『スーパー・メカノ・サイエンス　ドラえもん道具カタログ　2112年版』では、もしもボックスには「次元選択コンピューター」や「平行次元移動ボード」などの機能が組み込まれている他、宇宙には無数のパラレルワールドが存在しており、その中には望み通りの「IF世界」が存在しているはずだと仮定して、その「IF世界」へ行く道具だと解説されている。その一方で小学館による『ドラえもんのひみつ道具使い方事典1』では、もしもボックスは使用者が望む「IF世界」を新しく生み出す道具だと解説されている。そのため、この道具が作り出す架空世界の理論は一定していない。
ネーミングは電話をかけるときの「もしもし」と「もしも」をひっかけたもの。使い方の想像がたやすく、応用が容易で、作中に繰り返し登場したこともあり、広い知名度を持つひみつ道具の一つである。
てんとう虫コミックス16巻に収録されている「音のない世界」では、もしもボックスを「モシモマシン」と呼んでいた。現在は「もしもボックス」に変更されている。
テレビアニメ第2作第2期では、ドラえもんが所持しているもしもボックスにはドアの内側下部に「立ち小便禁止」と書かれているほか、電話機に「T.P」と「故障」の連絡先が、もしもボックスのダイヤル色で表示されている。この連絡先表示は藤子・F・不二雄ミュージアムの「みんなのひろば」内にある実物大もしもボックスにもみられる。
テレビアニメ第2作第2期では、現代でもしもボックスを使って世界を変化させた場合、未来の世界も変化の影響を受けている。ただし『のび太の新魔界大冒険』では、ドラえもんとのび太を助けに来たドラミはもしもボックスの影響を受けていない。
テレビアニメ第2作第1期では携帯電話のように小型化された「もしもホーン」が登場した（アニメ「もしもホーン」）。
また、劇中で大半の者が『もしもボックス』によって作り出された世界だと認識しておらず、その世界が常識だと思っている。その世界が『もしもボックス』によって作り出されたと認識している者は、ボックスを使用した者《当事者》と使用した時に同じ部屋にいた者《直接『もしもボックス』の使用に関わっていない第三者》である可能性が高い。例を挙げればのび太がアメリカへの引越しが無くなった時はパパたちは引越しすることを覚えているような描写があるのに対し、ジャイアンは「なんで俺を殴った」とアメリカ行きのことを全く覚えていない。また、テレビアニメ第2作第2期では、非常に物価の安い世界を元の世界に戻した途端にドラえもんが買った大量のどら焼きが消滅している。その一方でパラレルワールドである魔法の世界での冒険のことをジャイアンたちが覚えているシーンもある。

## 生み出された世界の一覧（初出年代順）
※初出におけるエピソードのタイトルは、表記のない限りてんとう虫コミックス版に準ずる。

### 凧揚げと羽根つきのない世界
初出は、『小学四年生』1976年1月号「もしもボックス」（1975年12月発売）。てんとう虫コミックス11巻に収録された、もしもボックスが初登場する話。
お正月で凧揚げが揚げられず、羽根突きでボロ負けしたのび太は「こんな遊び無ければ良いのに」と考え、ドラえもんがもしもボックスを使用してのび太の願望を実現させる。のび太は「誰もやったことが無いなら、僕が一番上手に決まってる」と考え、意気揚々とみんなに自慢するが、結局みんなの方が上手く、自分だけが赤っ恥をかいてしまうことになる。

### 昼夜が逆転した世界
初出は『てれびくん』1976年12月号「もしもボックス」（てれびくん版）。てんとう虫コミックス未収録。2004年発行の『ぼくドラえもん』別冊付録20巻、及び2012年発行の藤子・F・不二雄大全集では、「もしもボックスで昼ふかし?」という題名。
夜更かしに憧れるのび太が、昼夜が逆の世界を出す。その世界では、人々が昼間眠って夜に生活する。のび太は昼でも学校に行かずに済むので、喜んで遊び回ろうとするが、結局、みんなの生活習慣が正確に12時間逆転しただけで、全く目的を果たせていない世界であった。

### 貨幣がマイナスの価値を持つ世界
初出は『小学五年生』1977年1月号「お金のいらない世界」（1976年12月発売）。てんとう虫コミックス13巻に収録。
プラモデルが欲しいがお金がないというのび太は「もし世界にお金がなかったら…」という思いからこの道具を使用し「お金のいらない世界」にした。だがその世界はのび太が思い描いたであろう「物品の取引にお金を必要としない世界(お金がいらない(必要無い)世界)」ではなく、「お金はマイナスの価値を示す物であり、皆が欲しがらない世界(お金がいらない(欲しくない)世界)」であった。そのため、色々なアクシデントのため莫大なお金を受け取ったのび太は懲り懲りな顏付きで元の世界に戻してしまった。
テレビアニメ第2作第1期「魔女っ子しずかちゃん」でも銀行強盗を阻止する為にしずかが「お金のいらない世界」にしている。
なお余談だが、『さよなら絶望先生』第268話「ペイの拡充」は「お金のいらない世界」と全く内容が被ってしまい、藤子プロに問い合わせた所「問題ない」と回答が来たものの、やはり納得いかないということで単行本掲載自粛となった。読者から指摘されるまで作者の久米田康治もアシスタントも全く気付かなかったらしく、久米田は「久々に本気で死にたくなった」と述懐している。

### あやとりで全てが決まる世界
初出は『てれびくん』1977年4月号「あやとり世界」。てんとう虫コミックス15巻に収録。
新しいあやとりを披露したものの全く相手にされず、世間の理解のなさを嘆いたのび太は、この道具であやとりの技術により社会・経済的な地位が決まる世界にした。受験からスポーツ、メディア、政治にまであやとりが関与するこの世界でのび太は周囲から羨望の目を集め、多額の契約金でプロ大会にスカウトされるなど急速に高い地位を築いたが、指がないためにあやとりができないドラえもんがすっかり頭に来て元に戻してしまうことになる。作中でのび太によって実現された世界の中では珍しく、彼にとって何のデメリットもない世界であった。
テレビアニメ第2作第2期の1回目のアニメでは、ドラえもんが元の世界に戻す理由が「あやとりの糸を見ると、猫の本能が出てしまう」に変更。

### 音が存在しない世界
初出は『小学三年生』1977年5月号「音のない世界」。てんとう虫コミックス16巻に収録。
例によってジャイアンがまたしてもリサイタルを開く事になり、何とか聞かずにすむ方法を考えた末、ドラえもんとのび太は世界から音をなくすことを思いつく。音がなくなった世界ではコミュニケーションは全て筆談で行われるようになっている。車もクラクションやエンジンの音もしない為、交通事故に遭う事もある。生活に危険と不便さを感じたため、リサイタルが終われば元の世界に戻そうと考えていたのび太だったが、不思議なことに音痴な歌の文字はそれを見ただけで吐き気がしてしまい、全く目的を成さず終いだった（のび太は眼鏡を外して見えなくしたが、元の世界で耳を塞いだ姿を見せるに等しく、ジャイアンの怒りを買った）。ボックスの操作は本来音声入力だが、音が無い状態でどう世界を元に戻したかは描写がなく不明。なおこの話は一度もアニメ化されていない。

### 鏡が存在しない世界
初出は『てれびくん』1980年3月号「かがみのない世界」。てんとう虫コミックス27巻に収録。
自分のパッとしない顔に自信が持てないのび太が「鏡さえなければ誰も自分の顔を知らず、傷つくこともうぬぼれることもないはずだ」という思いからこの道具を使用し「誰も自分の顔を見たことがない世界」にした。その世界では鏡はおろかガラスや水たまりなど反射するものに人の姿が映らない。その為、化粧や髭剃りをするのも困難であり、車の運転をする時にミラーで確認する事も出来ない。人を写すカメラも存在せず、似顔絵が自分の顔を知る唯一の方法である為、元の世界でのカメラ屋はこっちの世界では似顔絵屋になっている。また、自分の素顔も知らない為、自分が美人だと思う者（ジャイアンなど）がおり、スネ夫は美人ではない女の子の顔を描く際、出まかせで嘘の顔（美化した姿）を描いている。ドラえもんとのび太は鏡を出して周りの反応を楽しんでいたが、それが誤解によりとんでもない事件の引き金となったため、元の世界に戻すことになった。

### 物価が現在より遥かに安い世界
初出は『小学五年生』1981年7月号「大富豪のび太」。てんとう虫コミックス32巻に収録。
逆デノミネーション実験がテーマ。漫画が1冊350円の世界から10冊で3銭5厘になり、貨幣価値が10万倍（物価が10万分の1）になった。のび太は道具を使うときに「自分の持ってる1万円札はそのままで」としたため、その1万円札の価値が（元の世界の）10億円相当になっていた。そこで金に不自由しない世界を満喫するが、家に大勢のセールスが押しかけたり、強盗や身代金目当ての誘拐犯が現れてしまい、結局疲れ果てて元の世界に戻すことにした。

### 眠れば眠るほど偉くなる世界
初出は『てれびくん』1982年4月号「ねむりの天才のび太」。てんとう虫コミックス30巻に収録。
居眠りしてばかりで叱られたりバカにされたりするのび太は、この道具を使って「眠る人ほど偉い世界」を作ってみることにした。のび太はその世界でテレビ出演を果たすほど地位を築くが、結局眠れば何もできない世界では、様々な問題が発生してしまい、母親や飲食店の店員まで眠りに没頭して夕食の支度が出来ず、更には居眠り運転のダンプが野比家に突撃したことがきっかけで元の世界に戻した。なお、テレビアニメ第2作第2期では、トラックが飛び込んでくる寸前にドラえもんの道具でこの事故を防いでいた。

### パパがアメリカへ転勤する世界
初出は『てれびくん』1983年2月号「ためしにさようなら」。てんとう虫コミックス31巻に収録。
しずかが海外に引っ越す友人との別れを惜しんでいる様子を見たのび太が、自分が引っ越すことになったらしずかたちは悲しんでくれるか試したくなり、野比家がアメリカに引っ越す事を想定してこの道具を使用。ジャイアンやスネ夫も別れを惜しみ、彼らなりのやり方で今までの意地悪を詫びようとした。しかし、しずかがあまりに悲しみ嘆くため、残酷だと元の世界に戻そうとしたら、もしもボックスが故障して本当にアメリカ行きになる寸前、ドラえもんが何とか修理して戻した。その手法はのび助の会社の転勤自体が（「4月バカ(エイプリルフール)」ならぬ）「2月バカの嘘」という、半ば強引なやり口だった。のび太はジャイアンに「オレを殴れ」と言われてジャイアンを殴ったが、その時に元の世界に戻った為、ジャイアンに追い回された。

### 魔法世界
大長編第5作目『のび太の魔界大冒険』、リメイク大長編第2作目『のび太の新魔界大冒険 〜7人の魔法使い〜』。
「魔法が本当に使えたらいいな」と魔法にあこがれるのび太が作った、魔法が実在する世界。詳しくはのび太の魔界大冒険を参照。この物語の全てはドラえもんとのび太がこの道具を使ったことから始まった。
なお、リメイク版ではパラレルワールドの解釈が異なる。また、本作で『もしもボックス』を粗大ごみとして玉子が処分したため、それ以降に発表された短編には、同道具は一切登場していない。

### のび太が女の子の世界
1996年6月14日放送『わたし、のび子よ』。
男の子だから馬鹿にされて嫌だと思ったのび太は、この道具を使って女の子になった。女の子になると、ドラえもんも女の子（ドラ子）になり、机のイスの色や、ふすまの色も女性を意識した色（ピンク）になる。この世界では、馬鹿にされずに、遅刻しても廊下に立たないなどいいことだらけではあったが、しずかとは結婚できずに逆にジャイアンに惚れられてしまった。
なお、のび太が女の子になる回は第2作2期にも存在するが、こちらではもしもボックスは使われず代わりに「変身カチューシャ」というひみつ道具が使われている。この回でものび太はジャイアンに惚れられていた。

### のび太が身体だけ3歳の世界
1999年11月3日放送『のび太3さい!?』。
玉子の友人の息子が褒められているのを見て悔しがるのび太がこの道具を使って学力は小学5年生のままの3才児の姿になった。この姿で小学5年生の問題を答えるなどをして玉子の友人を悔しがらせることに成功する。その後はスネ夫とジャイアンには優しくしてもらったり、神成に謝ったご褒美に饅頭を貰ったりとメリットもあったが、しずかには子供扱いされて相手にしてもらえず、近所の子供にも苛められてしまった。

### スネ夫の家が貧乏な世界
2010年2月5日放送『豪華!スネ夫の貧乏バースデー』。
のび太達はスネ夫の誕生日を祝おうをプレゼントを持ってきたが、スネ夫の金持ち自慢を聞いて怒って帰った。それに気付かないスネ夫は「僕ちゃんがお金持ちだから嫉妬している」「僕も庶民的な生活したいなぁ」と思い、ドラえもんやのび太達をさらに怒らせてしまった。ドラえもんにもしもボックスを出してもらい、「骨川家が無一文だったら」という世界を作った。その直後、スネ夫の父親の会社が倒産し、自宅や家具などが差し押さえになる出来事が起こり、無一文になった骨川家は学校の裏山に住むことになった。のび太達はプレゼントを持ってスネ夫の元に向かうが、スネ夫はアウトドア生活を充実しており、彼にからくり仕掛けの木製貯金箱、無添加の食材で作ったクッキー、手作りの高級和紙を自慢された事でさらに怒って帰ってしまった。ドラえもんから「皆が何故怒ったかわかる?」と言われたスネ夫はもしもボックスで元の世界に戻した。のび太達を自宅に招いて反省会を開き、お詫びとしてのび太達にプレゼントするが、それはスネ夫が自慢していたからくり仕掛けの木製貯金箱、無添加の食材で作ったクッキー、手作りの高級和紙であった。結局スネ夫は何もわかっておらず、「それが欲しかったんでしょ」「パパの会社で大量生産する」と余計皆を怒らせてしまい、のび太とジャイアンに袋叩きにされ、しずかに助けを求めても無視されてしまった。

### 昼寝が競技化した世界
2011年12月9日放送『ひるね王選手権』。
学校のリレーを嫌がるのび太が「昼寝が競技だったら」という世界を作った。その世界では早く眠りにつくのが競技になっており、世界大会も存在している。この世界では狸寝入りを「ラクーンスリープ」と言い、この行為を行うと周囲から白い目で見られる。のび太は昼寝の競技で世界新記録保持者になったが、のび太の眠りの成分を利用して悪事を企む組織がいた為、元の世界に戻した。

### 叱っちゃいけない世界
2012年9月7日放送『アリガトデスからの大脱走』。
夏休みの宿題を終えないまま始業式の朝を迎えたのび太は、先生に叱られるのを恐れて、スペアポケットからこの道具を拝借し、「叱っちゃいけない世界だったら」と、どんなことをしても誰からも叱られない世界へと変えてしまった。
大喜びののび太であったが、これが原因で22世紀の未来では誰にも叱られる事の無くなった子供や若者達がわがままになって平気で悪さを起こし、逆に叱った者が犯罪者扱いされてしまうという「人を叱るのが禁じられる法律」が出来てしまい、未来に戻ったドラえもんは過去（始業式当日の朝）にのび太を叱った記憶から「叱り現行犯」によりロボット収容所・アリガトデスへと連行され、さらにもしもボックスは所長のマジメーによって没収されてしまった。その後、周りの人達が自分のことを考えて叱ってくれていることに気づいたのび太が考えを改め元の世界に戻すことを決める。そして、のび太は時間を始業式当日の朝にまで戻して玉子や先生達から叱ってもらうのだった。

### 毎日が母の日の世界
2021年5月8日放送『母の日は終わらない』
のび太が母の日に掃除の邪魔にならぬよう外出するも友人が軒並み母への用事があったため遊べず帰宅した直後廊下に置いてあったバケツに足を引っかけ水浸しになった廊下を拭いていた所、玉子が掃除の手伝いと勘違いして感激し豪華な夕食を出したり0点のテストを見つけても激怒せず励ましの言葉をかけた事から、ドラえもんから「折角の母の日に怒りたい訳ない」と言われたのび太は怒られずに済む事やみんなが幸せになると考え「毎日が母の日だったら」という世界を作った。
のび太は家で家事の手伝いをした後0点のテストなどの過去の失敗を玉子に見せては軽い注意を受けて切り抜ける事を繰り返し、あきれたドラえもんが元に戻そうとするもネズミに受話器のコードをかじられた為未来へ戻り修理を依頼するも未来でも母の日が続き修理受付も困難となり、やがて玉子は母の日の集まりに向かい失敗を見せる事もできず、カーネーションは品薄となり、父の日には母の日との重複でのび助が困惑し、のび太の誕生日にはバースデーケーキに「お母さんありがとう」のプレートが載せられ、運動会では母への肩たたきが競技に盛り込まれ、クリスマスにはカーネーションがオークションにて高値で取引され、正月には剛田商店の初売りをジャイアンが渋々全て引き受け、バレンタインデーにもテレビで母の日に関する特集が数多く流され疲弊し、空き地では静香の前で様々な作風を試し毎日描いた母の似顔絵を広げた男子が居た他ジャイアンは毎日店番を代わり一人で店を切り盛り出来るほどに成長した中で、ようやくもしもボックスの修理が終わり元の世界に戻した。そして元の世界でバレンタイン翌日の朝家事に苦労する玉子の姿を見てのび太は「母の日でもそうじゃなくても母の仕事に終わりはないんだよね」と心を新たにし母への感謝を思いながら家事を手伝った。